# 어둑별
어둑별(영어: dark star)은 뉴턴역학에서 질량이 너무 커서 표면에서의 탈출속도가 빛의 속도 이상인 천체를 말한다. 뉴턴역학적으로 빛이 중력의 영향을 받는지는 명확하지 않지만, 투포환과 같은 방식으로 빛이 가속될 수 있다면 어둑별의 표면에서 방출되는 모든 빛은 별의 중력에 의해 빠져나오지 못해 별은 빛을 방출하지 않는 어두운 별이 된다. 어둑별은 일반 상대성이론에서의 블랙홀과 유사하다.

## 어둑별의 역사

### 존 미첼과 어둑별
지질학자 존 미첼이 1783년에 헨리 캐번디시에게 어둑별의 개념과 예상되는 특성에 대한 글을 투고하였고, 이 글은 1784년 영국왕립학회에 1784년 실렸다. 미첼은 태양의 질량보다 500배 더 큰 별의 경우, 표면에서의 탈출 속도가 광속 이상이 되어 표면에서 나온 빛이 중력에 갇혀 멀리있는 천문학자는 볼 수 없을 것이라고 계산했다.
태양과 같은 밀도를 가지면서 반지름과 태양의 반지름이 500:1을 넘어가는 구체가 있으면, 무한히 높이에서 떨어지는 물체가 표면에서 가지는 속도는 빛의 속도보다 더 빠를 것이고, 결과적으로 관성력에 비례하는 같은 힘이 다른 물체와 같이 빛에도 작용할것이라 가정한다면, 그 구체에서 방출되는 모든 빛들은 아마 구체의 중력에 의해 다시 돌아올겁니다.
빛이 다른 질량이 있는 물체들과 마찬가지로 중력의 영향을 받을 것이라고 가정했습니다.

"보이지 않는" 별의 개수를 세기 위한 미첼의 아이디어는 20세기 천문학자들이 할 연구를 예상했다. 미첼은 이중성계에서 특정 비율로 하나 이상의 "어두운" 별이 있다고 예상되기에, 가능한 많은 이중성계를 찾아 기록하고, 별이 하나만 보이는 것을 식별할 수 있을 것이라 제안했다. 그리고 이것은 보이는 별 외에 존재할 수 있는 보이지 않는 별들의 질량을 계산하기 위한 통계적 기준을 제공했다.

### 어둑별과 중력적색편이
미첼은 또, 나중에 천문학자들이 별빛의 스펙트럼이 에너지가 약한 쪽으로 얼마나 이동했는지 확인하면 별의 표면 중력을 알 수 있을 것이라고 주장했는데, 아인슈타인이 1911년에 주장한 중력적색편이보다 많이 앞서 나갔다. 그러면서 미첼은 파란색이 빨간색보다 에너지가 적다는 뉴턴의 말을 인용했다(뉴턴은 더 큰 입자가 더 큰 파장과 연관되어 있다고 생각했다). 미첼은 스펙트럼의 이동은 예측했지만, 잘못된 방향으로 예측한 것이었다. 미첼이 뉴턴의 입장을 신중하게 인용한 것이 뉴턴이 옳은지에 대한 미첼의 확신이 부족해서인지, 아니면 학문적 철저함 때문인지는 단정짓기 어렵다.

### 빛의 파동설
1796년 수학자 피에르시몽 드 라플라스는 미첼과는 따로 자신의 저서 《Exposition du système du Monde》(세계 시스템 전시)의 첫 번째 판과 두 번째 판에서 동일한 아이디어를 소개했다.
빛의 파동설이 발전하면서, 라플라스는 빛이 질량이 없는 파동으로 생각하게 되어 빛은 중력의 영향을 받지 않는다고 생각하게 되면서 비록 독일의 수학자이자 천문학자이자 물리학자인 요한 게오르크 폰 졸트너가 1804년까지 뉴턴의 광입자설(영어: corpuscular theory of light)을 이어나갔음에도, 이후 판에서 이 내용을 제거했을 수도 있다.

## 블랙홀과의 비교
간접적인 복사선
어둑별과 블랙홀은 모두 표면 탈출 속도가 광속 이상이므로 임계 반지름(슈바르츠실트 반지름)은 r≤2M이다.
하지만 어둑별은 간접적인 복사선(indirect radiation)을 방출할 수 있다. 비록 어둑별에서 빛이 탈출할 수는 없지만, 별의 바깥으로 향한 빛과 물질은 다시 어둑별로 떨어지기 전에 잠시동안 r = 2 M 계면을 떠날 수 있으며, 계면 외부에서 다른 물질과 상호작용하거나 다른 힘을 받아 가속될 수 있고, 이러한 상호작용이 어둑별을 별처럼 보이게 만들 수 있다. 따라서 어둑별은 "방문 입자"와 상호작용하는 희박한 대기를 갖고 있으며, 이 유령 같은 물질과 빛의 헤일로는 비록 약하긴 하지만 방사될 수 있다. 또, 뉴턴 역학에서는 빛보다 빠른 속도를 지닐 수 있으므로 입자가 빠져나가는 것도 가능하다.
복사선 효과
어둑별은 위에서 설명한 것처럼 간접적인 복사선을 방출할 수 있다. 현재 양자역학 이론에서 설명하는 블랙홀은 1975년에 처음 가정된 호킹 복사라는 다른 과정을 통해 복사를 방출한다. 어둑별에서 방출되는 복사선은 그 구성과 구조에 따라 달라지지만, 호킹 복사는 털없음 정리에 따라 일반적으로 블랙홀의 질량, 전하 및 각운동량에만 의존하는 것으로 생각된다. 블랙홀의 경우 블랙홀 정보 역설로 인해 논란의 여지가 있다.
빛 구부러짐 효과
뉴턴역학에서 빛이 중력적 영향을 받아 휜다면(뉴턴, 캐번디시, 졸트너), 일반 상대성이론은 태양을 스치는 광선의 굴절은 뉴턴역학에서의 휨정도에 두 배가 될 것이라 예측한다. 이 차이는 현대 이론에서 공간 곡률의 추가로 기여하는 것으로 설명할 수 있다. 뉴턴 중력은 일반 상대성 이론의 리만 곡률 텐서의 시공간 성분과 유사하지만, 곡률 텐서는 순전히 공간 성분만 포함하며 두 형태의 곡률이 모두 전체 굴절에 기여한다.

## 같이 보기
- 블랙홀
- MECO(w:Magnetospheric eternally collapsing Object)
- Q별

## 참고
- John Michell (1784), “On the Means of Discovering the Distance, Magnitude, &c. of the Fixed Stars, in Consequence of the Diminution of the Velocity of Their Light, in Case Such a Diminution Should be Found to Take Place in any of Them, and Such Other Data Should be Procured from Observations, as Would be Farther Necessary for That Purpose. By the Rev. John Michell, B. D. F. R. S. In a Letter to Henry Cavendish, Esq. F. R. S. and A. S”, 《Philosophical Transactions of the Royal Society of London》 74, 35–57쪽, Bibcode:1784RSPT...74...35M, doi:10.1098/rstl.1784.0008, ISSN 0080-4614, JSTOR 106576
- Schaffer, Simon (1979). “John Michell and black holes”. 《Journal for the History of Astronomy》 10: 42–43. Bibcode:1979JHA....10...42S. doi:10.1177/002182867901000104. 2020년 5월 22일에 원본 문서에서 보존된 문서. 2016년 2월 4일에 확인함.
- Gibbons, Gary (1979년 6월 28일). “The man who invented black holes [his work emerges out of the dark after two centuries]”. 《New Scientist》: 1101.
- Israel, Werner (1987). 〈Dark stars: The evolution of an idea〉.   Hawking; Israel. 《Three hundred years of gravitation》. 199–276쪽. ISBN 9780521379762.
- Eisenstaedt, J (1991년 12월). “De L'influence de la gravitation sur la propagation de la lumière en théorie Newtonienne. L'archéologie des trous noirs” [The influence of gravity on the propagation of light in Newtonian theory. The archeology black holes]. 《Archive for History of Exact Sciences》 42 (4): 315–386. Bibcode:1991AHES...42..315E. doi:10.1007/BF00375157.
- Thorne, Kip (1995년 1월 1일). 《Black Holes and Time Warps: Einstein's Outrageous Legacy》 Reprint판. W. W. Norton & Company. ISBN 978-0-393-31276-8. See Chapter 3 "Black holes discovered and rejected"